# Coree
Die Coree (auch als Connamox, Cores, Corennines, Connamocksocks, Coranine-Indianer oder Neuse River Indians bezeichnet) waren ein nordamerikanisches Indianervolk, das ursprünglich die Halbinseln des Neuse River in den Countys Carteret und Craven im heutigen Bundesstaat North Carolina an der Südostküste der Vereinigten Staaten besiedelte. Möglicherweise gehörte der sehr kleine Stamm zu den Algonkin, er wurde erst 1701 von den europäischen Siedlern beschrieben. Laut Aufzeichnungen John Lawsons ließ sich die Sprache der Coree nicht zuordnen und hatte keine Ähnlichkeit mit den Sprachen der Tuscarora, der Algonkin oder der Woccon. Der Name Coree könnte von dem Algonkin-Namen Cwareuuoc abgeleitet sein. John Lawson, dem zufolge der Stamm durch einen Krieg mit einem anderen Stamm im Jahre 1696 deutlich dezimiert wurde, zählte 125 Mitglieder und ordnete ihnen zwei Siedlungen zu: Coranine und Raruta. Er bezeichnet den Stamm einmal als Coranine, ein anderes Mal verwendet er die Bezeichnung Connamox.
Die Coree beteiligten sich 1711 als Verbündete der Tuscarora am Tuscarora-Krieg, einige Überlebende der Auseinandersetzung siedelten 1715 im einzigen verbliebenen Dorf der  Machapunga, Mattamuskeet am Mattamuskeet Lake im heutigen Hyde County (North Carolina), bis der Stamm dort vermutlich ausstarb. Andere Coree zogen es vor, im Stammesgebiet, dem heutigen Carteret County, zu bleiben. Dort lebten sie weitgehend an isolierten und eher versteckten Orten und gingen in der weißen Bevölkerung auf.
Der Häuptling der Nachfahren des Stammes, Chief Jerry „Turtle“ Faircloth, versucht die staatliche Anerkennung des Stammes zu erlangen, der heute als Faircloth Indians bezeichnet wird.